# Human Rights Watch
«Г'юман Райтс Вотч» (англ. Human Rights Watch, HRW — Нагляд за правами людини) — міжнародна, неурядова, неприбуткова організація, яка займається захистом прав людини більш ніж у 70 країнах світу зі штаб-квартирою у Нью-Йорку, США. Організація була заснована у 1978 році під назвою «Гельсінкі вотч», теперішня назва прийнята у 1988 році. За офіційними заявами організації, вона не отримує фінансової допомоги від урядових структур, існуючи за рахунок приватних пожертвувань.

## Історія створення
Попередником організації була Гельсінкі Вотч, заснована у 1978 році для контролю за дотриманням Радянським Союзом підписаної Гельсінкської угоди з прав людини. У цей час також існували інші організації які слідкували за дотриманням прав людини в інших частинах світу. Всі ці організації об'єдналися у 1988 році у єдину правозахисну організацію Г'юман Райтс Вотч.
Г'юман Райтс Вотч є членом Міжнародної асоціації із захисту свободи слова (IFEX), міжнародної незалежної організації, яка відслідковує порушення свободи слова та займається організацією заходів та кампаній на захист журналістів, письменників та інших людей, переслідуваних за їх участь в заходах, пов'язаних зі свободою вираження думок.

## Діяльність
Основною діяльністю організації є боротьба проти гострих соціальних проблем сучасності, таких як:
- Запобігання дискримінації;
- Відстоювання політичних свобод;
- Торгівля зброєю;
- Використання та розповсюдження протипіхотних мін;
- Дитяча праця;
- Розслідування та публікація порушень прав людини;
- Розслідування геноциду, військових злочинів і злочинів проти людяності;
- Запобігання використанню солдатів-дітей;
- Допомога безпритульним дітям;
- Проти тортур;
- Проти позасудових вироків до смертної кари, а також смертної кари загалом;
- Проведення процесів проти порушників прав людини;
- Проти торгівлі людьми, продаж у сексуальне рабство жінок і дівчаток;
- За дотримання прав ЛГБТ;
- За безпеку мирних жителів на війні.

### Звіти щодо України
Human Rights Watch передусім звинувачує Росію в її ролі у російсько-українській війні, яку вона називає «війною Росії проти мирного населення». HRW вважає анексію Росією Криму, Донецька, Луганська, Запоріжжя та Херсона нелегітимною. Дослідники HRW задокументували десятки злочинів проти людяності, скоєних російськими окупантами, включаючи акти геноциду в Бучі, збиття MH-17, масові вбивства в Ірпені, бомбардування цивільних об'єктів у Маріуполі та тортури українських мирних жителів у Херсоні.
Крім звітів про військові злочини, HRW виступає за підтримку антивоєнних активістів у Росії, а також кримськотатарських активістів, заарештованих у Криму.
Незважаючи на те, що більшість своєї критики навколо України Human Rights Watch спрямовує до влади Росії, у кількох випадках, Human Rights Watch теж критикувала дії Української влади, і давала поради адміністраціям Зеленського та Порошенка. Серед цієї критики на адресу України є такі:
- У 2015 році Human Rights Watch звинуватила обидві сторони конфлікту на Донбасі у застосуванні касетних боєприпасів, заборонених Женевською конвенцією[9].
- Організація Human Rights Watch активно виступала проти заборони низки російських інтернет-ресурсів на території України. «Це ще один приклад того, як президент Порошенко не обґрунтовано намагається контролювати публічний дискурс в Україні», — заявила Таня Купер (Tanya Cooper), дослідник організації в Україні[10].
- В доповіді 2016 року Human Rights Watch піддала критиці обидві сторони конфлікту на Донбасі через численні порушення прав людини. Зокрема, у доповіді стверджується, що сепаратисти безпідставно тримають під вартою і катують мирних громадян, яких підозрюють у співпраці з ЗСУ. В Криму зафіксовані випадки кримінального переслідування незгодних з анексією громадян. Разом з цим присутня критика і офіційної влади України: стверджується, що в країні присутній тиск на засоби масової інформації, є випадки катування арештованих громадян і незаконного тримання під вартою, серед представників найвищих ешелонів влади і у суспільстві в цілому присутні гомофобні настрої[11].
- У вересні 2019 року Human Rights Watch взяла участь у зверненні до Президента України Володимира Зеленського стосовно ратифікації Римського статуту Міжнародного кримінального суду, який Україна підписала у 2000 році, та вжити всіх необхідних заходів для боротьби з безкарністю за тяжкі міжнародні злочини на внутрішньому рівні[12].
- У січні 2023 року Human Rights Watch у своєму звіті закликала Україну розслідувати випадки ймовірного застосування протипіхотних мін в Україні у 2022 році[13][14].

## Критика
Основна критика Г'юман Райтс Вотч зосереджена на чотирьох основних напрямках: звинувачення у представленні неточних даних, звинувачення у вибірковій увазі до подій та порушень, звинувачення у ідеологічній упередженості та звинувачення у підозрілих шляхах фінансування. Найчастіше організацію звинувачують в упередженості стосовно Ізраїлю, Китаю, Сербії та деяких інших країн. Г'юман Райтс Вотч звинувачують також в отриманні коштів від уряду США та Саудівської Аравії, що на думку критиків може впливати на діяльність цієї організації.

### В Україні
В Україні організацію розкритикувала державна влада за оцінку подій, пов'язаних з Російсько-українською війною 2014 року на Донбасі. Речник Міністерства Закордонних Справ Євген Перебийніс заявив, що Г'юман Райтс Вотч стала жертвою інсценування терористів, які намагаються дискредитувати українську армію. За його словами, твердження організації не підкріплені жодними конкретними фактами та базуються на свідченнях кількох місцевих жителів. Речник також зазначив, що точка зору української влади у доповіді відсутня.

## Порівняння з Amnesty International
Human Rights Watch та Amnesty International є єдиними двома західними міжнародними правозахисними організаціями, які працюють у більшості випадків суворої тиранії чи порушень прав людини у всьому світі. Головні відмінності полягають у структурах організацій та методах сприяння змінам.
Amnesty International — це організація, що включає велику кількість членів. Мобілізація цих членів є центральним інструментом захисту прав людини. Основні об'єкти уваги Human Rights Watch — це кризові дослідження та доповіді щодо довготривалих подій. Amnesty International також пише детальні доповіді, але зосереджується на масових кампаніях з написання листів, визнання людей «в'язнями совісті» та лобіювання їх звільнення. Х'юман Райтс Вотч відкрито лобіює конкретні дії урядів, спрямовані проти правопорушників, включаючи арешти конкретних осіб, або санкції, що застосовуються проти певних країн. Так, наприклад, Human Rights Watch закликала до застосування каральних санкцій проти вищих керівників Судану, через вбивства під час конфлікту в Дарфурі.
У 2010 році «The Times of London» написав, що у той час як Amnesty International залежить від підтримки численних членів організації, HRW залежить від багатих донорів, які мають вплив на зміст звітів організації. З цієї причини, за даними «The Times», HRW має тенденцію «занадто сильно зосереджуватися в місцях, про які і так багато розповідають в медіа», особливо це стосується конфлікту в Ізраїлі.